# Álvaro Garnero
Alvaro Luiz Monteiro de Carvalho Garnero (Rio de Janeiro, 1 de agosto de 1968) é um empresário, apresentador de televisão, investidor e administrador de empresas brasileiro. É um dos herdeiros do Grupo Monteiro Aranha.

## Biografia
Nascido na cidade do Rio de Janeiro, é filho de Ana Maria Monteiro de Carvalho e Mário Garnero, neto de Joaquim Monteiro de Carvalho. Ele formou-se em administração de empresas pela San Diego State University e cursou MBA (mestrado em administração de empresas) na National University, ambas nos Estados Unidos. Cresceu passando meses no sul da França, em férias com sua família, e morou durante quinze anos nos Estados Unidos, onde se casou e se tornou pai. Tendo se divorciado depois.
Quando voltou ao Brasil, Alvaro investiu em entretenimento: foram inúmeros restaurantes e casas noturnas até chegar ao Café de la Musique, o primeiro dining club do Brasil. Marca que solidificou o nome de Alvaro na noite brasileira.
Em 2007 começou a apresentar o programa 50 por 1, na Rede Record onde pôde mostrar seu carisma e sua facilidade em transitar em diversos ambientes, do mais luxuoso ao mais popular, em diferentes países do mundo. O programa, que inicialmente seria um documentário com 50 episódios acabou virando uma referência para o turismo nacional.
Hoje Alvaro Garnero se desdobra em vários papéis: apresenta o 50 por 1 - Destinos Espetaculares, no horário nobre aos domingos, inserido com sucesso como um quadro do Domingo Espetacular  (consolidado 2º lugar de audiência nacional, com alcance de mais de 35 milhões de pessoas todo domingo, em mais de 150 países pela Record Internacional), exerce funções estratégicas na BrasilInvest, é proprietário da marca Café de la Musique, com inúmeros Beach Clubs no Brasil, e dois hotéis, é também sócio do Café Society, com o compositor Seu Jorge e o empresário Dinho Diniz. Além disso, desde 2016 Alvaro Garnero comanda com José Victor Oliva o Camarote nº 1 no Sambódromo – o camarote mais disputado do Carnaval brasileiro.

## Vida pessoal
Garnero tem um filho de seu primeiro e único casamento, Alvaro Luiz Monteiro de Carvalho Garnero II, nascido em San Diego, Estados Unidos, em 1996, Luma nascida em 2021 e Zay nascido em 2023, do seu casamento com a modelo Lou Montenegro.